# Lougratte
Lougratte (okzitanisch: Lograta) ist eine französische Gemeinde mit 422 Einwohnern (Stand: 1. Januar 2022) im Département Lot-et-Garonne in der Region Nouvelle-Aquitaine. Sie gehört zum Arrondissement Villeneuve-sur-Lot und zum Kanton Le Val du Dropt.

## Geographie
Lougratte liegt etwa 32 Kilometer südsüdöstlich von Bergerac. Umgeben wird Lougratte von den Nachbargemeinden Castillonnès im Norden, Ferrensac im Norden und Nordosten, Montaut im Osten und Nordosten, Saint-Eutrope-de-Born im Osten, Cancon im Süden, Saint-Maurice-de-Lestapel im Westen sowie Montauriol im Nordwesten.
Durch die Gemeinde führt die Route nationale 21.

## Bevölkerungsentwicklung
| 1962                       | 1968 | 1975 | 1982 | 1990 | 1999 | 2006 | 2018 |
| -------------------------- | ---- | ---- | ---- | ---- | ---- | ---- | ---- |
| 478                        | 479  | 422  | 394  | 404  | 393  | 439  | 403  |
| Quellen: Cassini und INSEE |      |      |      |      |      |      |      |

## Sehenswürdigkeiten

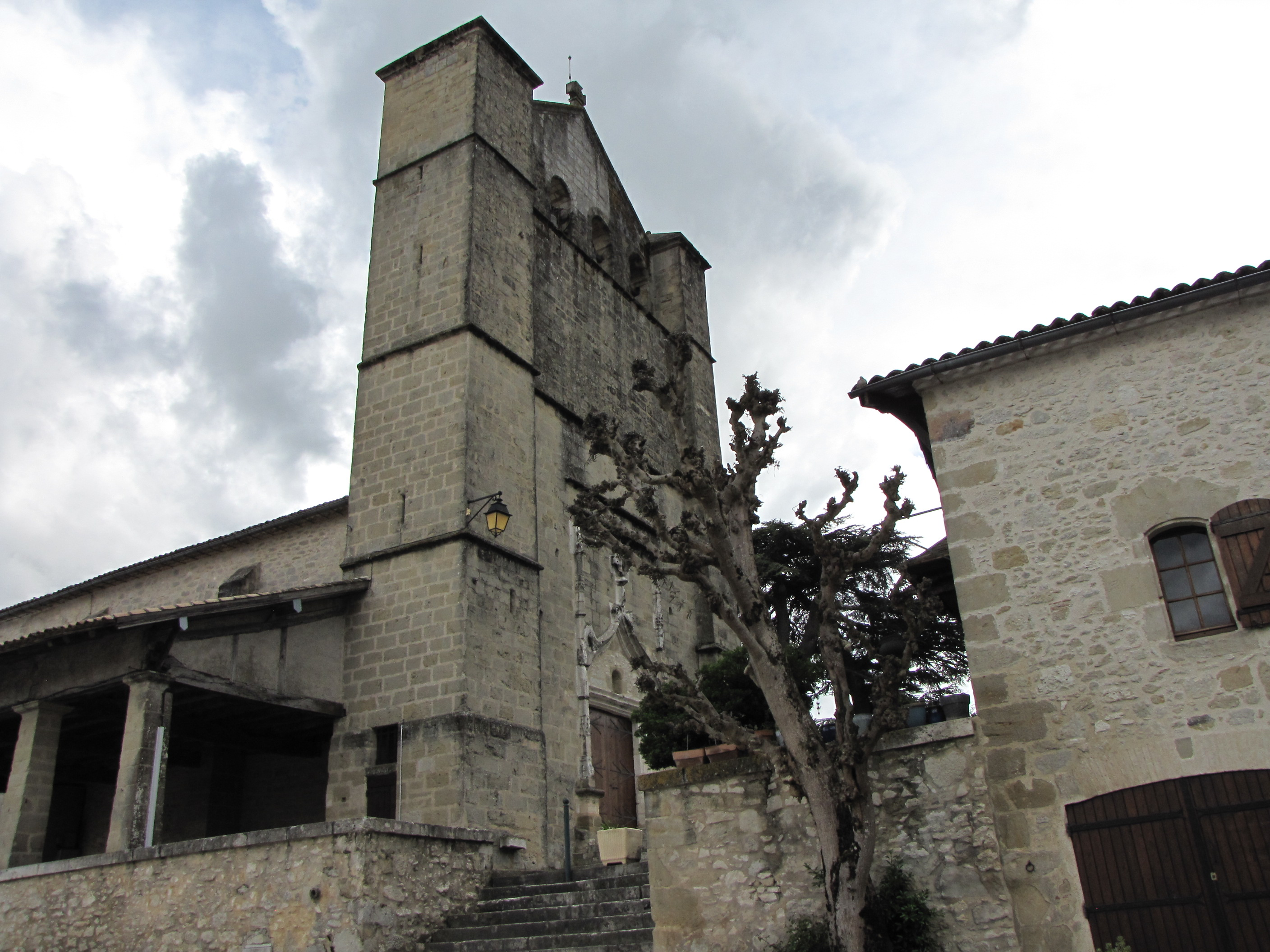
Kirche Saint-Étienne

- Kirche Saint-Étienne
- Kirche Notre-Dame in Tourette
- Kirche Sainte-Marie in Valette